# Doradoblatta coppenamensis
Doradoblatta coppenamensis är en kackerlacksart som beskrevs av Bruijning 1959. Doradoblatta coppenamensis ingår i släktet Doradoblatta och familjen småkackerlackor. Inga underarter finns listade i Catalogue of Life.